# Ugo Oha
Ugo Oha (18 de julho de 1982) é uma basquetebolista nigeriana.

## Carreira
Ugo Oha integrou a Seleção Nigeriana de Basquetebol Feminino em Atenas 2004, terminando na décima-primeira posição.